# تالیا (خواننده)
تالیا (انگلیسی: Thalía؛ زاده ۲۶ اوت ۱۹۷۱) یک خواننده اهل مکزیک است. وی از سال ۱۹۸۱ میلادی تاکنون مشغول فعالیت بوده‌است.